# 포산 지하철
포산 지하철(중국어 간체자: 佛山地铁, 정체자: 佛山地鐵)은 중화인민공화국 광둥성 포산 시의 도시 철도이다.

## 노선

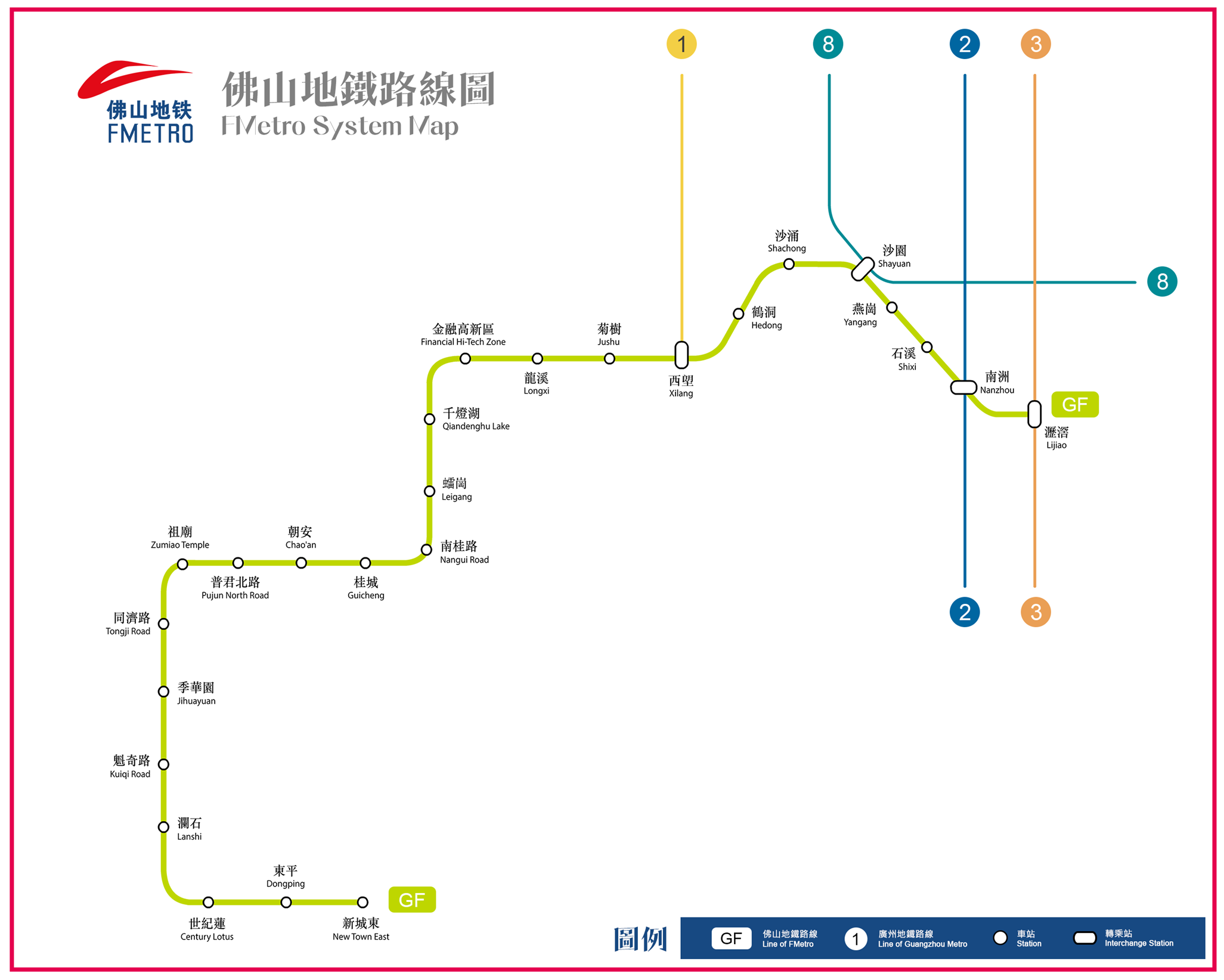
포산 지하철 노선도

- ● 포산 지하철 1호선
- ● 포산 지하철 2호선
- ● 포산 지하철 3호선
- ● 포산 지하철 4호선
- ● 포산 지하철 5호선
- ● 포산 지하철 7호선
- ● 포산 지하철 7호선
- ● 포산 지하철 9호선
- ● 포산 지하철 11호선
- ● 포산 지하철 13호선

## 같이 보기
- 지하철 목록